# Juvic Pagunsan
Juvic Pagunsan (Manilla, 11 mei 1978) is een golfprofessional uit de Filipijnen.
Na een goede amateurscarrière, waarin hij onder meer in 2005 het open amateurskampioenschap won in de Filipijnen, Thailand en Maleisië, werd hij in 2006 professional. Hij was toen al 27 jaar.
Hij kwalificeerde zich bij de eerste poging voor de Aziatische PGA Tour en verdiende in zijn rookie-jaar ruim $ 290.000.  In 2011 won hij de Order of Merit van de Aziatische Tour. Hij had ruim $ 1.600.000 verdiend. Eind 2011 stond hij nummer 158 op de wereldranglijst.

## Gewonnen

### Aziatische Tour
- 2007: Pertamina Indonesia President Invitational

### Elders
- 2006: The Country Club Invitational (Filipijnen)
- 2007: Negeri Masters (Maleisië)